# Persone di nome Vittore
| Questa pagina contiene informazioni ricavate automaticamente dalle voci biografiche con l'ausilio del template Bio e di un bot. L'aggiornamento è periodico e automatico e ricostruisce completamente la pagina. Se manca una persona in questa lista, sei pregato di non aggiungerla, ma accertati piuttosto che la sua voce biografica contenga il template Bio e che i dati anagrafici siano correttamente compilati. Se il template Bio manca, inseriscilo tu stesso o, in alternativa, metti l'avviso {{tmp\|Bio}} che ne segnala la mancanza. Se i dati riportati sono sbagliati, correggi direttamente la voce biografica; le modifiche saranno visibili in questa lista entro pochi giorni. Per chiarimenti vedi il progetto antroponimi. La lista contiene solo le 54 persone che sono citate nell'enciclopedia e per le quali è stato implementato correttamente il template Bio. Pagina aggiornata al 22 lug 2025. |

Questa è una lista di persone presenti nell'enciclopedia che hanno il nome Vittore, suddivise per attività principale.

## Agronomi(1)
- Vittore Maria Gera, agronomo italiano (Conegliano, n. 1758 - Conegliano, † 1836)

## Allenatori di calcio(2)
- Vittore Erba, allenatore di calcio e ex calciatore italiano (Nova Milanese, n. 1955)
- Vittore Martini, allenatore di calcio e calciatore italiano (Mazzo di Rho, n. 1912 - Milano, † 1993)

## Artisti(1)
- Vittore Baroni, artista, critico musicale e musicista italiano (Forte dei Marmi, n. 1956)

## Botanici(1)
- Vittore Benedetto Antonio Trevisan, botanico e naturalista italiano (Padova, n. 1818 - Padova, † 1897)

## Calciatori(1)
- Vittore Gottardi, calciatore svizzero (Caslano, n. 1941 - Gentilino, † 2015)

## Cardinali(2)
- Vittore IV, cardinale italiano (Ceccano)
- Vittore IV, cardinale e vescovo cattolico italiano (Tivoli, n. 1095 - Lucca, † 1164)

## Direttori di coro(1)
- Vittore Veneziani, direttore di coro e compositore italiano (Ferrara, n. 1878 - Ferrara, † 1958)

## Filologi(1)
- Vittore Branca, filologo, critico letterario e italianista italiano (Savona, n. 1913 - Venezia, † 2004)

## Filosofi(1)
- Vittore Marchi, filosofo, magistrato e militare italiano (Potenza, n. 1892 - Roma, † 1981)

## Fotografi(1)
- Vittore Fossati, fotografo italiano (Alessandria, n. 1954)

## Giornalisti(2)
- Vittore Fiore, giornalista e scrittore italiano (Gallipoli, n. 1920 - Capurso, † 1999)
- Vittore Frigerio, giornalista e scrittore svizzero (Milano, n. 1885 - Massagno, † 1961)

## Glottologi(1)
- Vittore Pisani, glottologo italiano (Roma, n. 1899 - Como, † 1990)

## Imprenditori(1)
- Vittore Buzzi, imprenditore e filantropo italiano (Milano, n. 1894 - Milano, † 1985)

## Ingegneri(1)
- Vittore Catella, ingegnere, politico e dirigente sportivo italiano (Trivero, n. 1910 - Torino, † 2000)

## Medici(1)
- Vittore Trincavelli, medico, filosofo e grecista italiano (Venezia, n. 1489 - Venezia, † 1563)

## Militari(4)
- Vittore Raccanelli, ufficiale italiano (Venezia, n. 1904 - Mar Tirreno, † 1942)
- Vittore il Moro, militare romano (Mauretania - Laus Pompeia, † 303)
- Vittore di Marsiglia, militare e santo romano (Roccella Ionica - Marsiglia, † 303)
- Vittore di Xanten, militare romano

## Papi(3)
- Papa Vittore I, papa, vescovo e santo berbero (Africa Proconsolare - Roma, † 199)
- Papa Vittore II, papa e vescovo cattolico tedesco (Germania - Arezzo, † 1057)
- Papa Vittore III, papa, cardinale e vescovo cattolico italiano (Benevento, n. 1027 - Montecassino, † 1087)

## Patrioti(1)
- Vittore Tasca, patriota e politico italiano (Brembate, n. 1821 - Seriate, † 1891)

## Pittori(6)
- Vittore Carpaccio, pittore italiano (Venezia - Capodistria)
- Vittore Crivelli, pittore italiano (Venezia - Fermo)
- Vittore Frattini, pittore italiano (Varese, n. 1937)
- Vittore Grubicy de Dragon, pittore, incisore e critico d'arte italiano (Milano, n. 1851 - Milano, † 1920)
- Vittore Pelli, pittore e scenografo svizzero (Aranno, n. 1798 - Pura, † 1874)
- Vittore Belliniano, pittore italiano († 1529)

## Poeti(1)
- Vittore Benzon, poeta e attore teatrale italiano (Venezia, n. 1779 - Venezia, † 1822)

## Politici(1)
- Vittore Canal, politico italiano (Venezia, n. 1375 - † 1458)

## Presbiteri(1)
- Vittore Boccardi, presbitero e giornalista italiano (Ardesio, n. 1952)

## Santi(2)
- Vittore di Roma, santo romano
- Vittore e Corona, santo romano (Cilicia - Alessandretta, † 171)

## Scultori(2)
- Vittore Bocchetta, scultore, pittore e saggista italiano (Sassari, n. 1918 - Verona, † 2021)
- Vittore Gambello, scultore e medaglista italiano (Venezia, n. 1460 - † 1537)

## Storici(3)
- Vittore Colorni, storico italiano (Mantova, n. 1912 - Mantova, † 2005)
- Vittore Ottolini, storico, giornalista e scrittore italiano (Milano, n. 1825 - Milano, † 1892)
- Vittore di Tunnuna, storico e vescovo bizantino

## Tenori(1)
- Vittore Deliliers, tenore italiano (Ferrara, n. 1849 - Milano, † 1932)

## Vescovi(6)
- Vittore Partecipazio, vescovo italiano (Venezia)
- Vittore di Fausania, vescovo e santo italiano († 601)
- Vittore, vescovo italiano (Novara, † 489)
- Vittore di Capua, vescovo e santo italiano († 554)
- Vittore di Torino, vescovo romano (Torino)
- Vittore I di Napoli, vescovo romano (Napoli)

## Vescovi cattolici(4)
- Vittore Rosario Fernandes, vescovo cattolico indiano (Mangalore, n. 1881 - Mangalore, † 1955)
- Vittore Ugo Righi, vescovo cattolico e diplomatico italiano (Gualdo Tadino, n. 1910 - † 1980)
- Vittore Soranzo, vescovo cattolico italiano (Venezia, n. 1500 - Venezia, † 1558)
- Vittore di Vita, vescovo cattolico romano

## Senza attività specificata(1)
- Vittore di Calcedonia, romano (Calcedonia)